# Elisabeth av Hessen (1503–1563)
Elisabeth av Hessen, född 1503, död den 4 januari 1563 i Lauingen, var en tysk furstinna.
Elisabeth var dotter till Vilhelm I av Hessen. Hon var i sitt första äktenskap från 1525 gift med Ludvig II av Pfalz-Zweibrücken. Hon blev änka 1532. År 1541 gifte hon om sig med Georg av Pfalz-Simmern.
Barn i första äktenskap:
- Wolfgang av Pfalz-Zweibrücken, född 1526, död 1569.